# Trissodon bidentatus
Trissodon bidentatus är en skalbaggsart som beskrevs av Peter Geoffrey Allsopp 1993. Trissodon bidentatus ingår i släktet Trissodon och familjen Dynastidae. Inga underarter finns listade i Catalogue of Life.